# Личное страхование
Личное страхование — совокупность видов страхования (отрасль страхования), где в качестве объекта страхования выступает имущественный интерес страхователя, связанный с жизнью, здоровьем, событиями в жизни отдельного человека.

## Экономическая сущность и правовые основы личного страхования
Гражданский кодекс Российской Федерации, глава 48 «Страхование»:

Статья 934. Договор личного страхования
1. По договору личного страхования одна сторона (страховщик) обязуется за обусловленную договором плату (страховую премию), уплачиваемую другой стороной (страхователем), выплатить единовременно или выплачивать периодически обусловленную договором сумму (страховую сумму) в случае причинения вреда жизни или здоровью самого страхователя или другого названного в договоре гражданина (застрахованного лица), достижения им определённого возраста или наступления в его жизни иного предусмотренного договором события (страхового случая).
Право на получение страховой суммы принадлежит лицу, в пользу которого был заключён договор.
2. Договор личного страхования считается заключённым в пользу застрахованного лица, если в договоре не названо в качестве выгодоприобретателя другое лицо. В случае смерти лица, застрахованного по договору, в котором не назван иной выгодоприобретатель, выгодоприобретателями признаются наследники застрахованного лица.
Договор личного страхования в пользу лица, не являющегося застрахованным лицом, в том числе в пользу не являющегося застрахованным лицом страхователя, может быть заключён лишь с письменного согласия застрахованного лица. При отсутствии такого согласия договор может быть признан недействительным по иску застрахованного лица, а в случае смерти этого лица по иску его наследников.

## Виды личного страхования
В личном страховании можно выделить три подотрасли страхования:
1. Страхование жизни — виды страхования, где в качестве объекта выступают определённые события в жизни застрахованного лица:
  - дожитие до определённого возраста;
  - смерть застрахованного;
  - предусмотренные договором страхования события в жизни застрахованного:
    - бракосочетание;
    - поступление в учебное заведение;
    - другие события, предусмотренные договором страхования.
2. Страхование от несчастных случаев — виды страхования, где в качестве страхового случая предусматривается внешняя причина, как правило, кратковременного воздействия, приведшая к временной или постоянной потере трудоспособности, или смерти застрахованного. В отличие от страхования жизни, которое, как правило, носит долговременный характер (от нескольких лет до нескольких десятков лет), страхование от несчастного случая заключаются, как правило, на срок до одного года. Виды страхования от несчастного случая:
  - страхование пассажиров;
  - страхование детей;
  - страхование работников предприятия;
  - страхование граждан (страховая премия зависит от образа жизни застрахованного);
  - другие виды страхования от несчастного случая.
3. Медицинское страхование — виды страхования, предусматривающие компенсацию медицинских расходов застрахованного лица на лечение в связи с заболеванием и/или несчастным случаем. Различают следующие разновидности медицинского страхования:
  - обязательное медицинское страхование, которым охвачены все категории граждан;
  - добровольное медицинское страхование, которое осуществляется в коллективной (работодатель страхует своих работников) или индивидуальной форме;
  - страхование медицинских расходов граждан, в том числе туристов, выезжающих за рубеж;
  - другие виды медицинского страхования.

В личном страховании может применяться смешанное страхование жизни, включающее несколько видов личного страхования, например, страхование на дожитие, страхование от несчастного случая.
Методические обоснования и актуарные расчёты, обосновывающие финансовые взаимоотношения страховщика и страхователя (выгодоприобретателя) для долгосрочных видов личного страхования (страхование жизни — англ. life insurance) и краткосрочных видов личного страхования отличаются.

## Финансовые показатели личного страхования для России
Таблица «Страховые премии и выплаты по основным видам личного страхования, ФСФР, 2011 год»
| Вид личного страхования                     | Вид личного страхования                                | Премии, тыс.руб | Выплаты, тыс. руб |  |
| Страхование жизни, всего                    | Страхование жизни, всего                               | 34 721 171      | 7 660 969         |  |
| В том числе:                                |                                                        |                 |                   |  |
|                                             | Страхование жизни на дожитие                           | 29 106 572      | 6 145 776         |  |
|                                             | Страхование ренты                                      | 4 604 080       | 916 142           |  |
|                                             | Пенсионное страхование                                 | 1 010 519       | 599 051           |  |
| Личное страхование, кроме страхования жизни | Личное страхование, кроме страхования жизни            | 145 783 949     | 81 468 275        |  |
| В том числе:                                |                                                        |                 |                   |  |
|                                             | Страхование от несчастных случаев и болезней           | 48 600 160      | 8 005 097         |  |
|                                             | Добровольное медицинское страхование                   | 97 183 789      | 73 463 178        |  |
| Обязательное личное страхование, всего      | Обязательное личное страхование, всего                 | ----            | ----              |  |
| В том числе:                                |                                                        |                 |                   |  |
|                                             | Обязательное страхование пассажиров                    | 467 606         | 1 018             |  |
|                                             | Обязательное страхование сотрудников налоговых органов | 21 592          | 24 036            |  |
|                                             | Обязательное страхование военнослужащих                | 6 755 733       | 6 290 030         |  |